# Ghandruk
Ghandruk (en népalais : घान्द्रुक) est un comité de développement villageois du Népal situé dans le district de Kaski. Au recensement de 2011, il comptait 4 265 habitants.

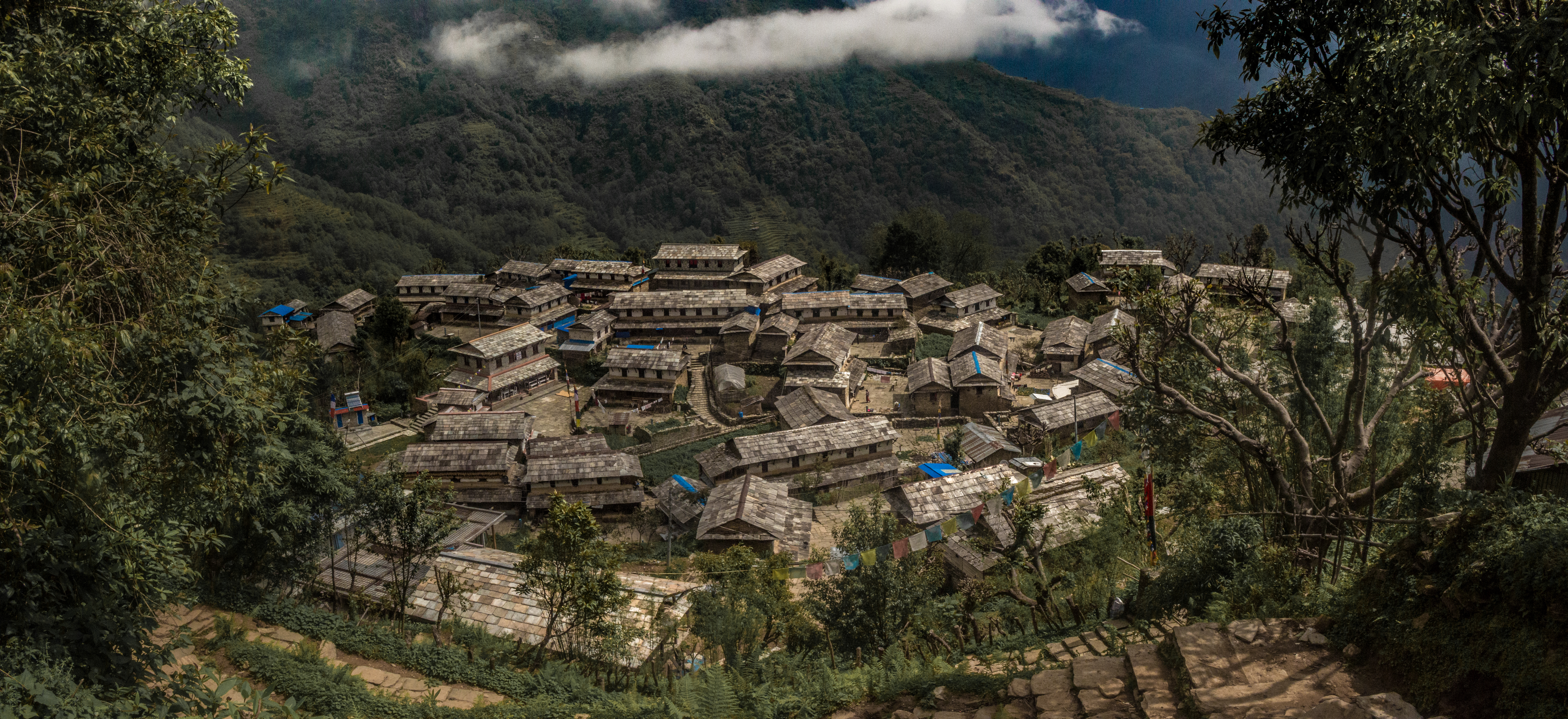
Le village de Ghandruk en 2018.

Ghandruk
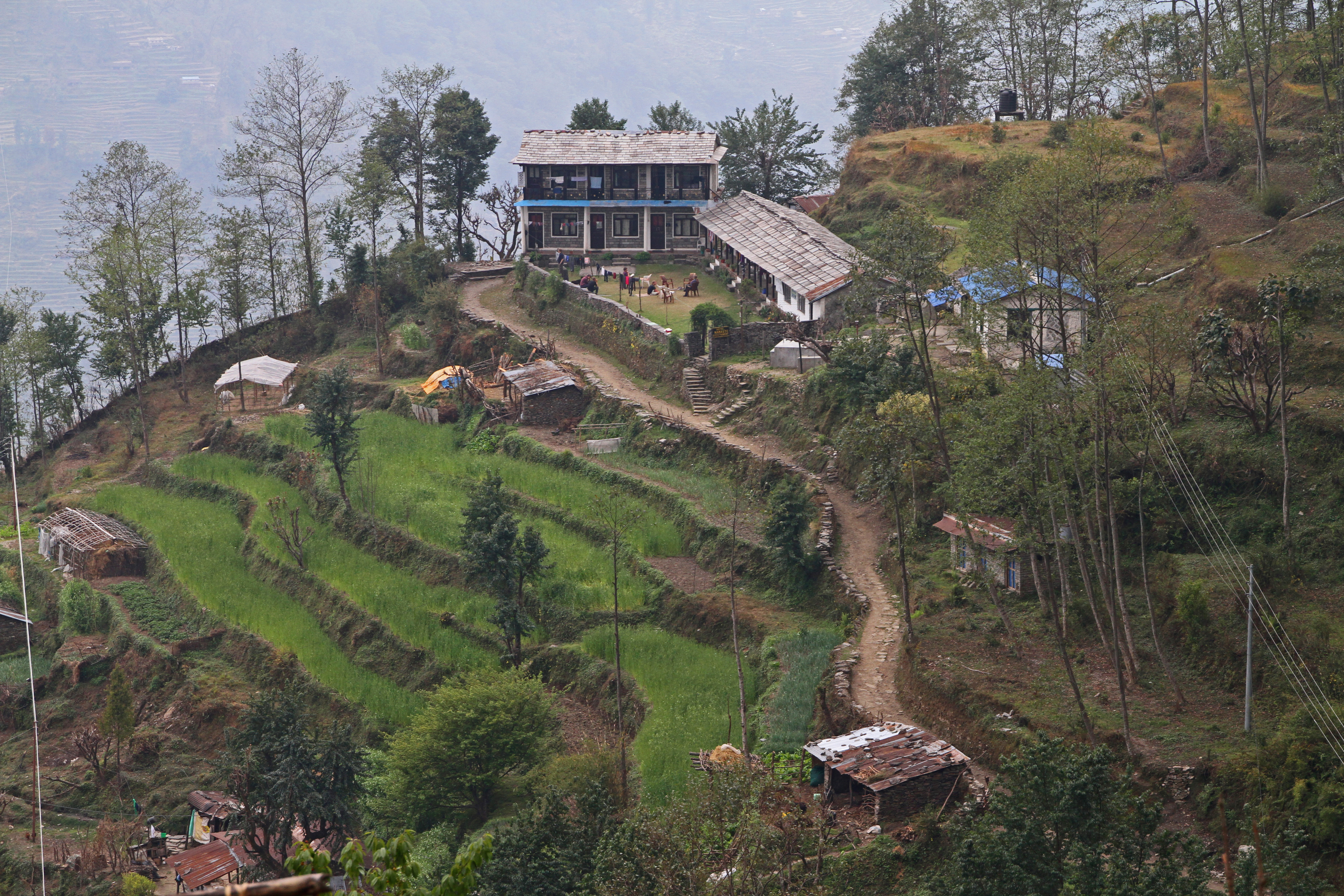
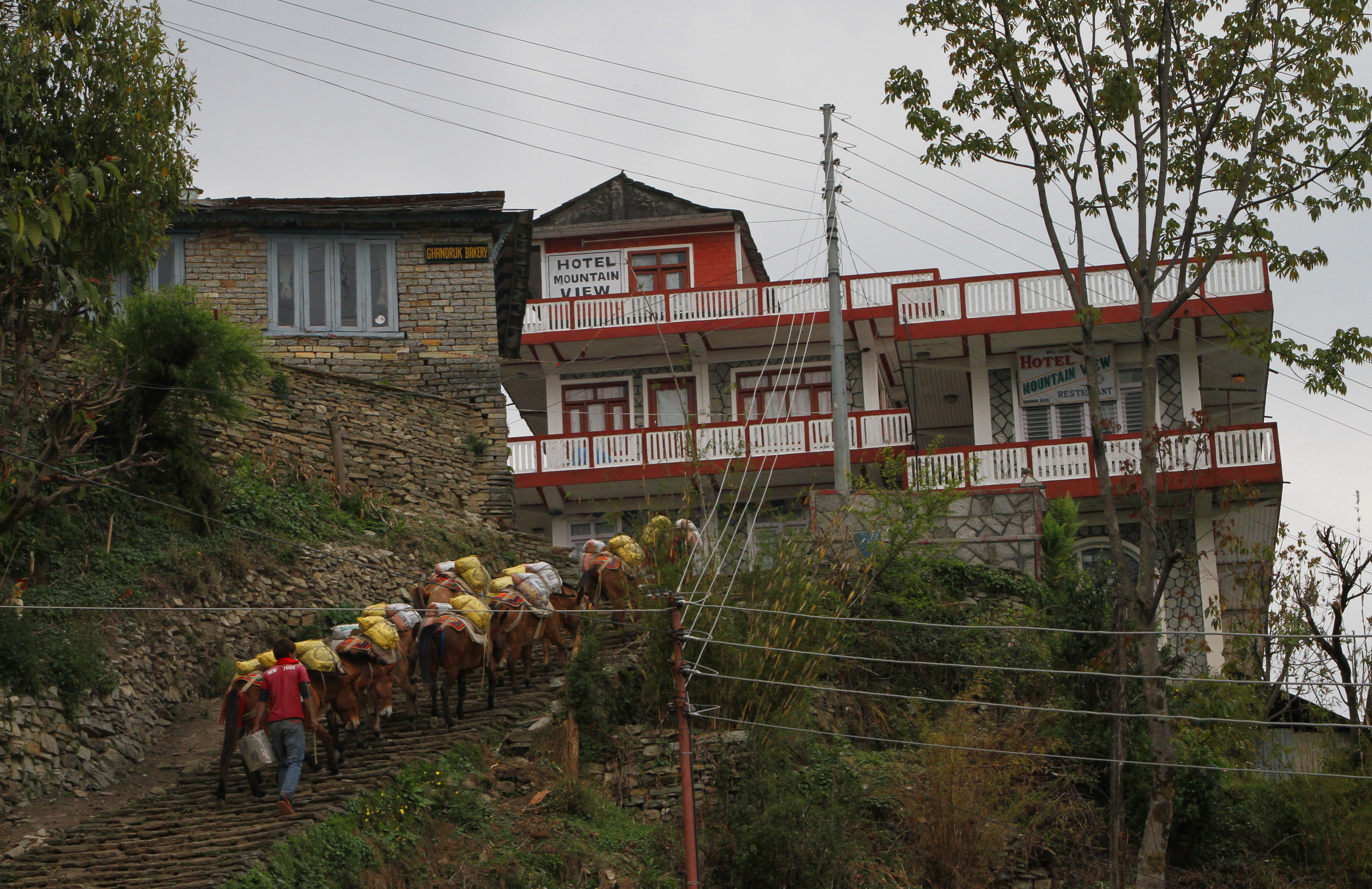
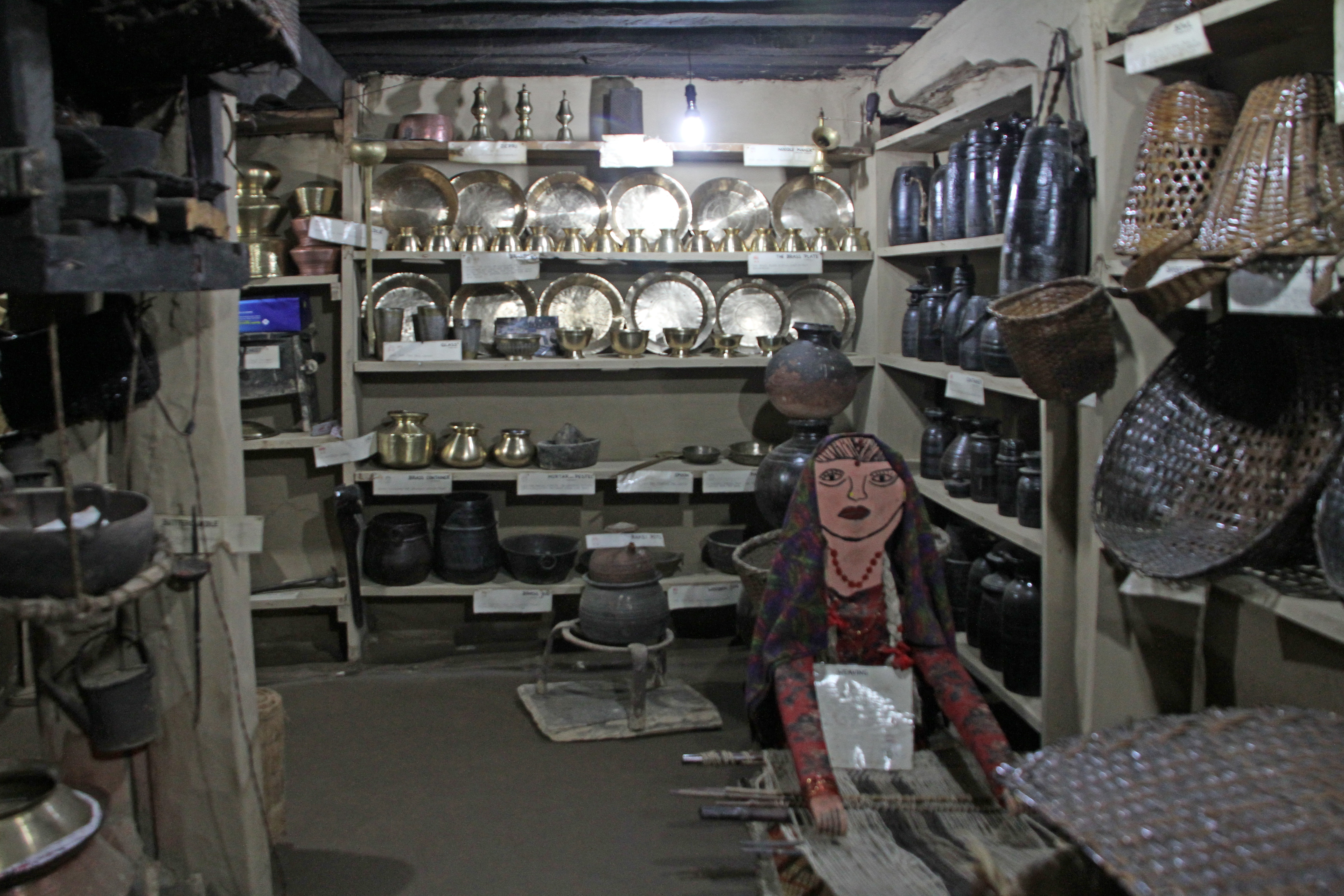
Le musée de Ghandruk
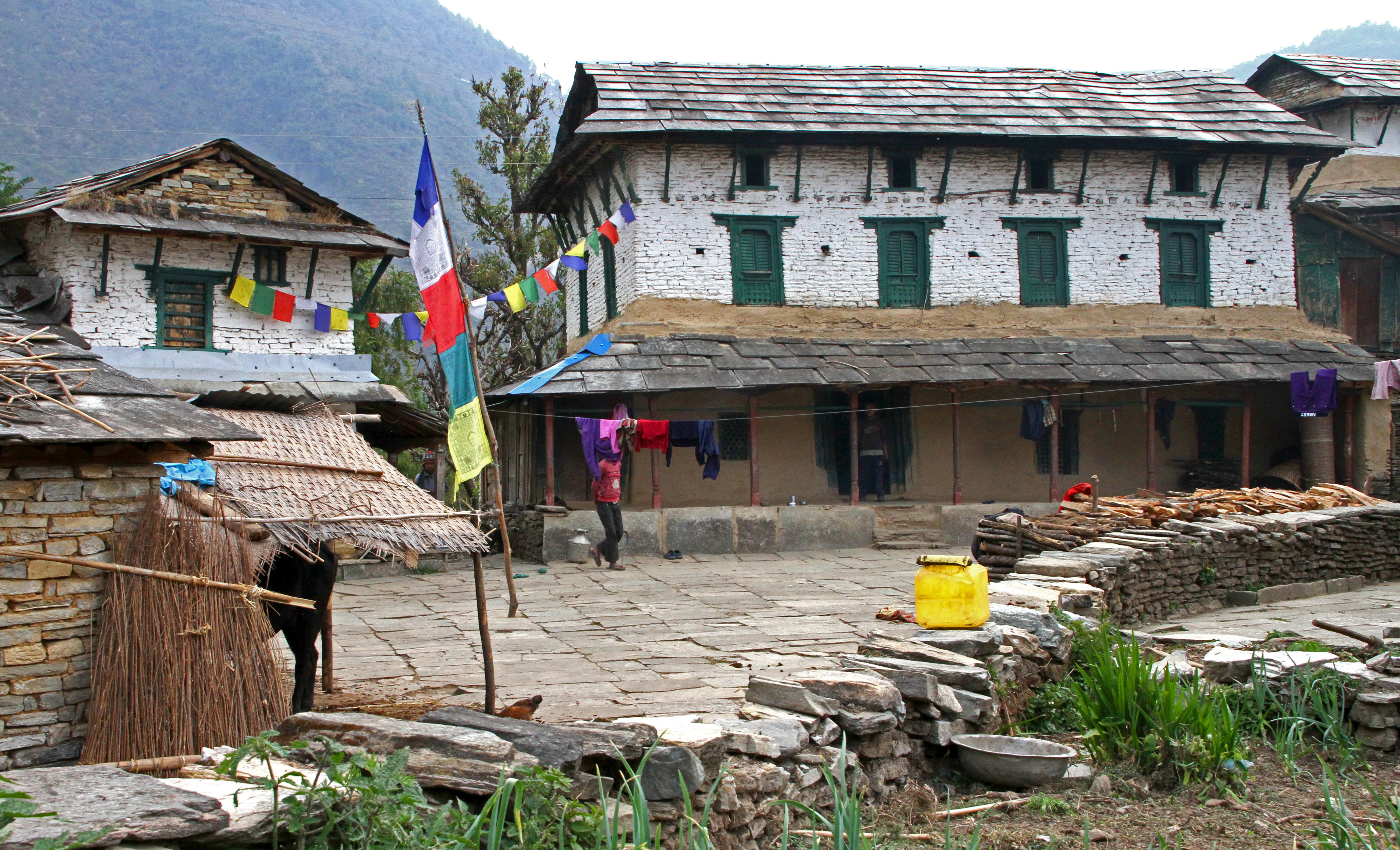
Maison traditionnelle
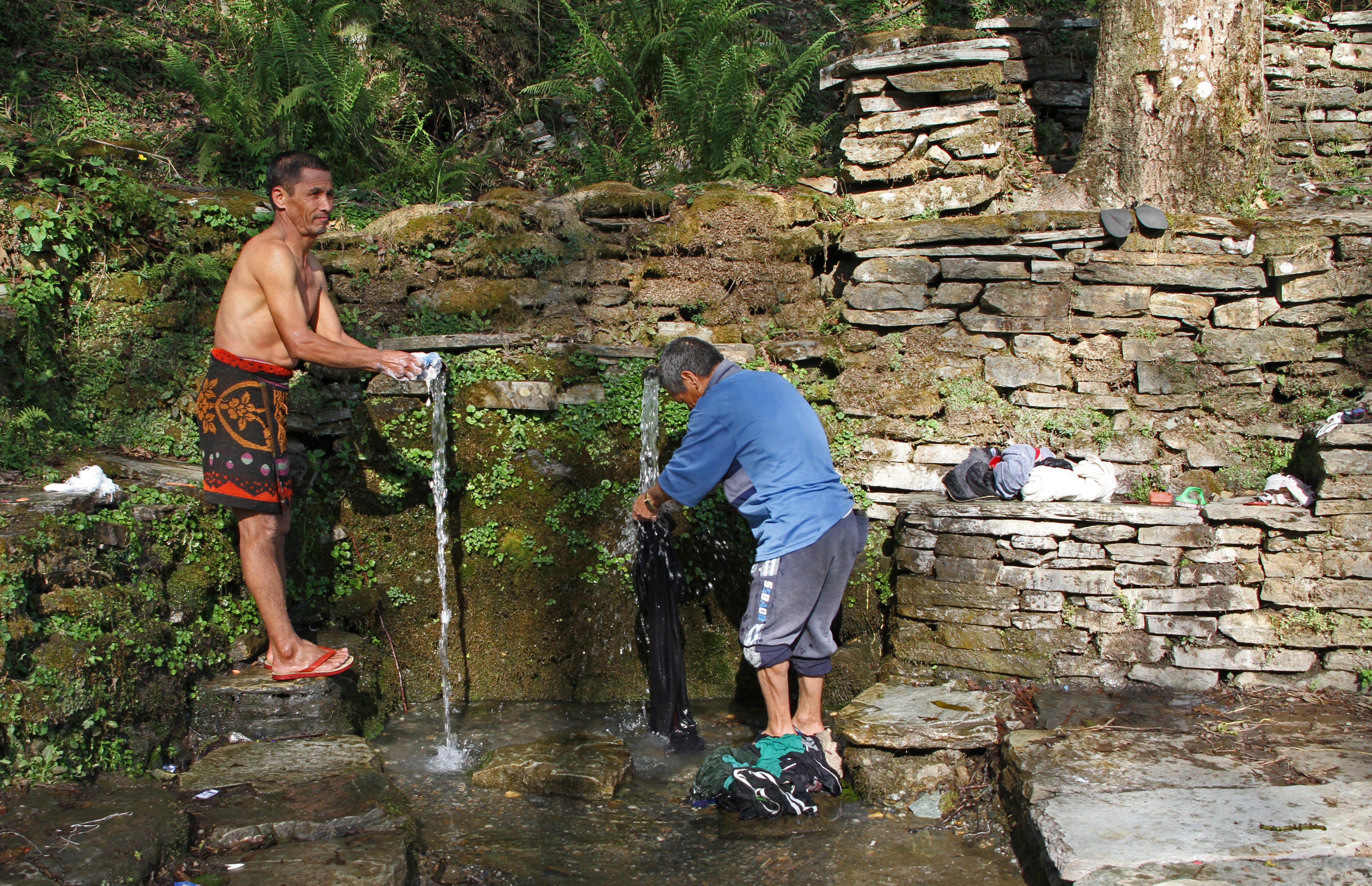
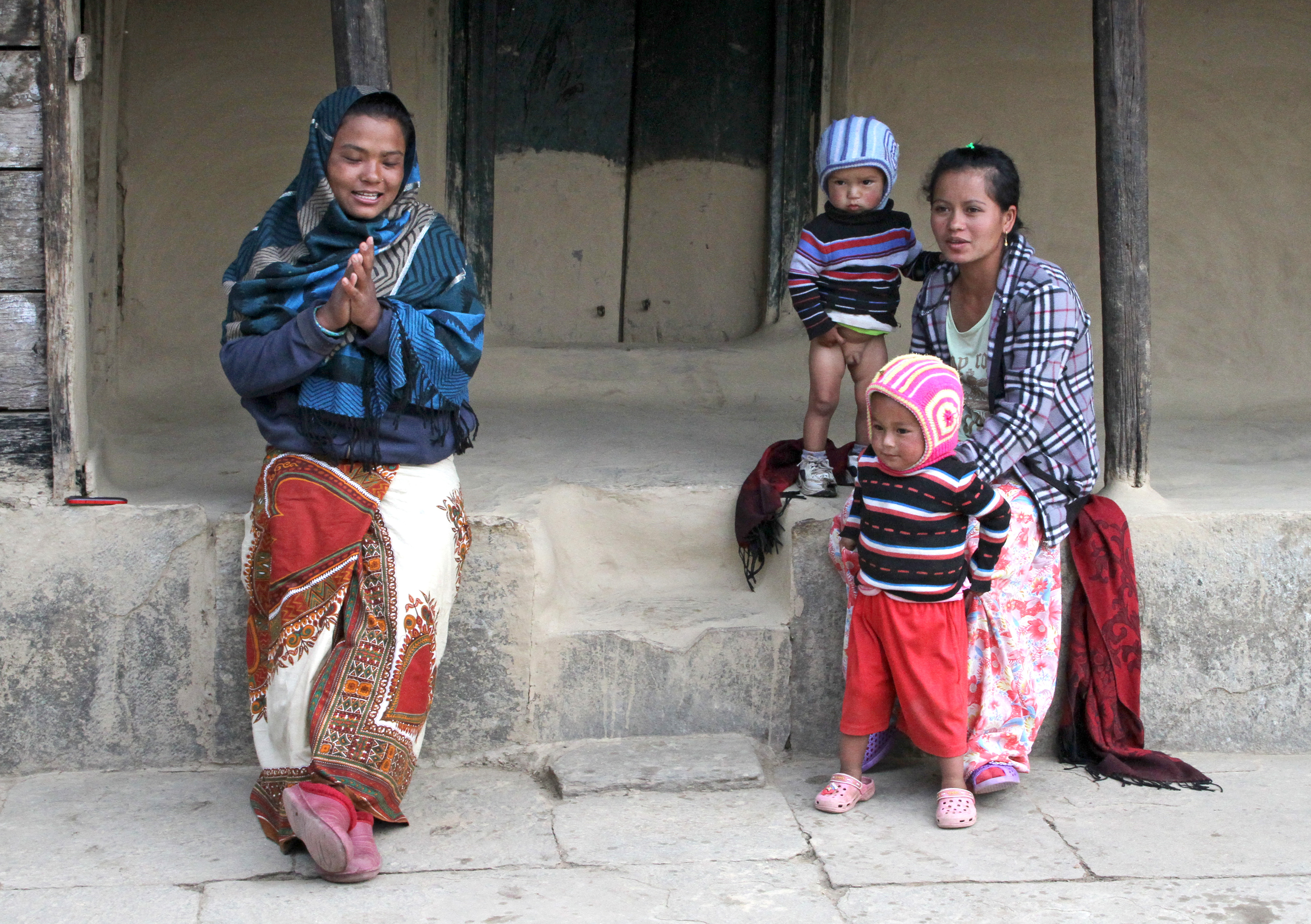
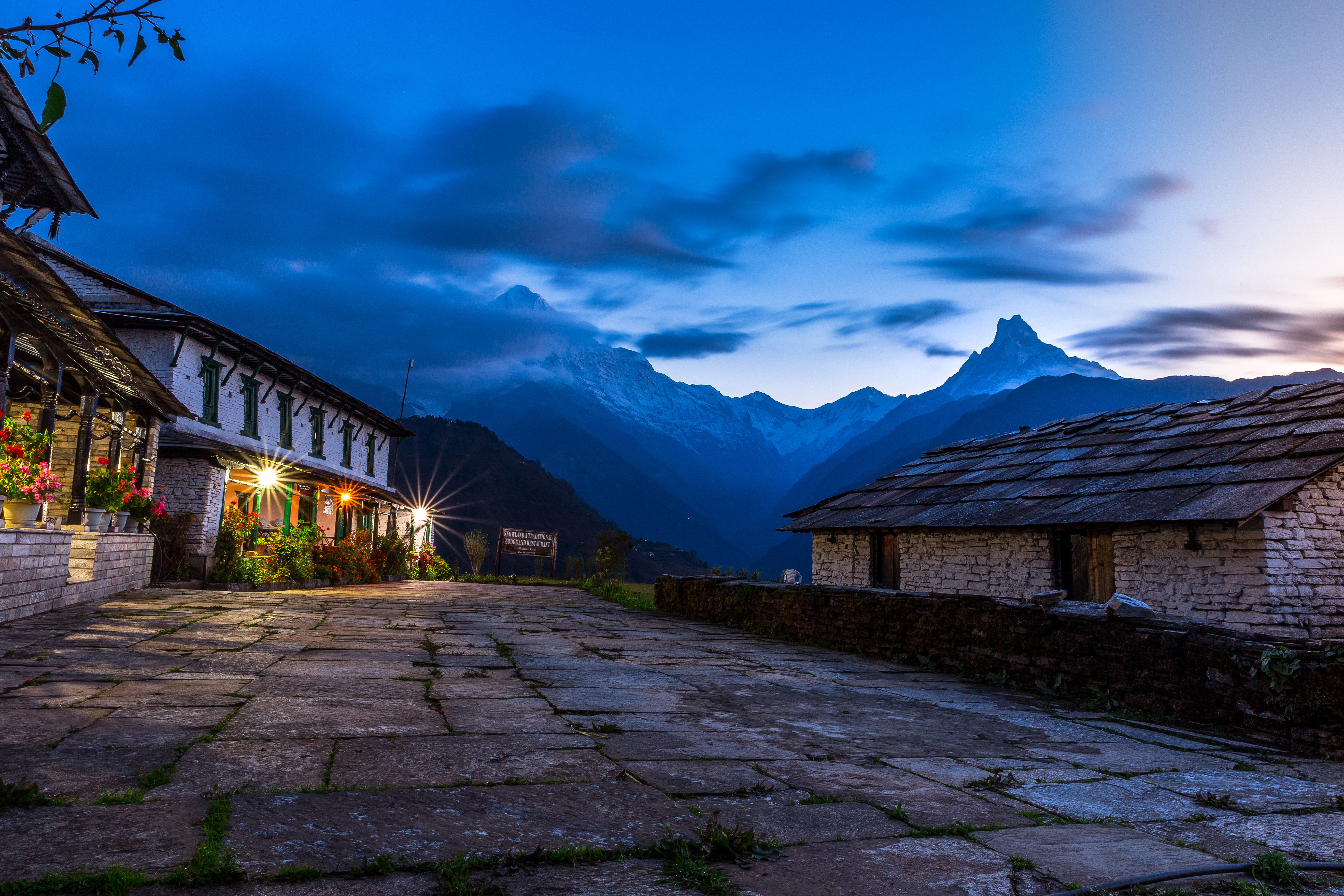
L'Annapurna vu au matin depuis Ghandruk. Avril 2018.